# حسن كامرانيفر
حسن كامرانيفار (بالفارسية: حسن کامرانی‌فر) (مواليد 19 أبريل 1972) مساعد حكم كرة قدم إيراني. أدار مباراتين في تصفيات بطولة كأس العالم 2010.